# سایوز ام‌اس-۱۰
سایوز-ام‌اس-۱۰ (به روسی: Союз 
)(به معنای اتحاد) یک مأموریت سرنشین دار سازمان ملی فضانوردی روسیه به سمت ایستگاه فضایی بین‌المللی بود که دقایقی بعد از پرتاب به علت نقض فنی منهدم شد و در مدار قرار نگرفت.

ام‌اس-۱۰ یکصد و سی و نهمین پرواز فضاپیمای سایوز بود. این فضاپیما قرار بود به ایستگاه فضایی بین‌المللی برود. دو فضانورد این سفینه، «الکسی اوشینین» فضانورد روس، و «نیک هگ» فضانورد آمریکایی، به سلامت در نواحی مرکزی قزاقستان فرود آمدند.
همچنین فضاپیمای این مأموریت قرار بود وظیفه ارسال و بازگرداندن تعدادی از فضانوردان گروه اعزامی ۵۷ و گروه اعزامی ۵۸ را نیز بر عهده داشته باشد.

## علت نقص فنی
سازمان فضایی فدرال روسیه و ناسا در ۱۱ اکتبر ۲۰۱۸ ساعت ۰۸:۴۰ (UTC) اعلام کردند که فضانوردان سایوز ام‌اس-۱۰ به دلیل بروز نقص فنی در سیستم تقویت‌کننده فضاپیما مجبور شدند کپسول مخصوص سرنشینان را از فضاپیما جدا کرده و با فرود اضطراری به روش بالستیک که به دلیل زاویه فرود، شدیدتر از حالت فرود معمولی بود به زمین بازگردند. کپسول آنها در ۲۰ کیلومتری شهر «جزقازغان» واقع در مرکز قزاقستان فرود آمد که با «پایگاه فضایی بایکونور» محل پرتاب موشک حدود ۵۰۰ کیلومتر فاصله دارد.
به گفته یوری بوریسف، معاون نخست‌وزیر روسیه، ۱۲۳ ثانیه پس از پرتاب سایوز از پایگاه فضایی بایکونور، این نقص فنی پیش آمده و کپسول به‌طور اتوماتیک از تقویت‌کننده فضاپیما جدا شده‌است. نقض فنی همزمان با مرحله اول و دوم کار تقویت‌کننده موشک روی داده‌است.

انهدام سایوز ام‌اس-۱۰

## خدمه مأموریت
| نام          | ملیت                | تعداد پرواز | نقش عملیاتی | تصویر |
| الکسی اوچنین | روسیه               | ۲           | فرمانده     |       |
| نیک هگ       | ایالات متحده آمریکا | ۱           | مهندس پرواز |       |

## نگارخانه

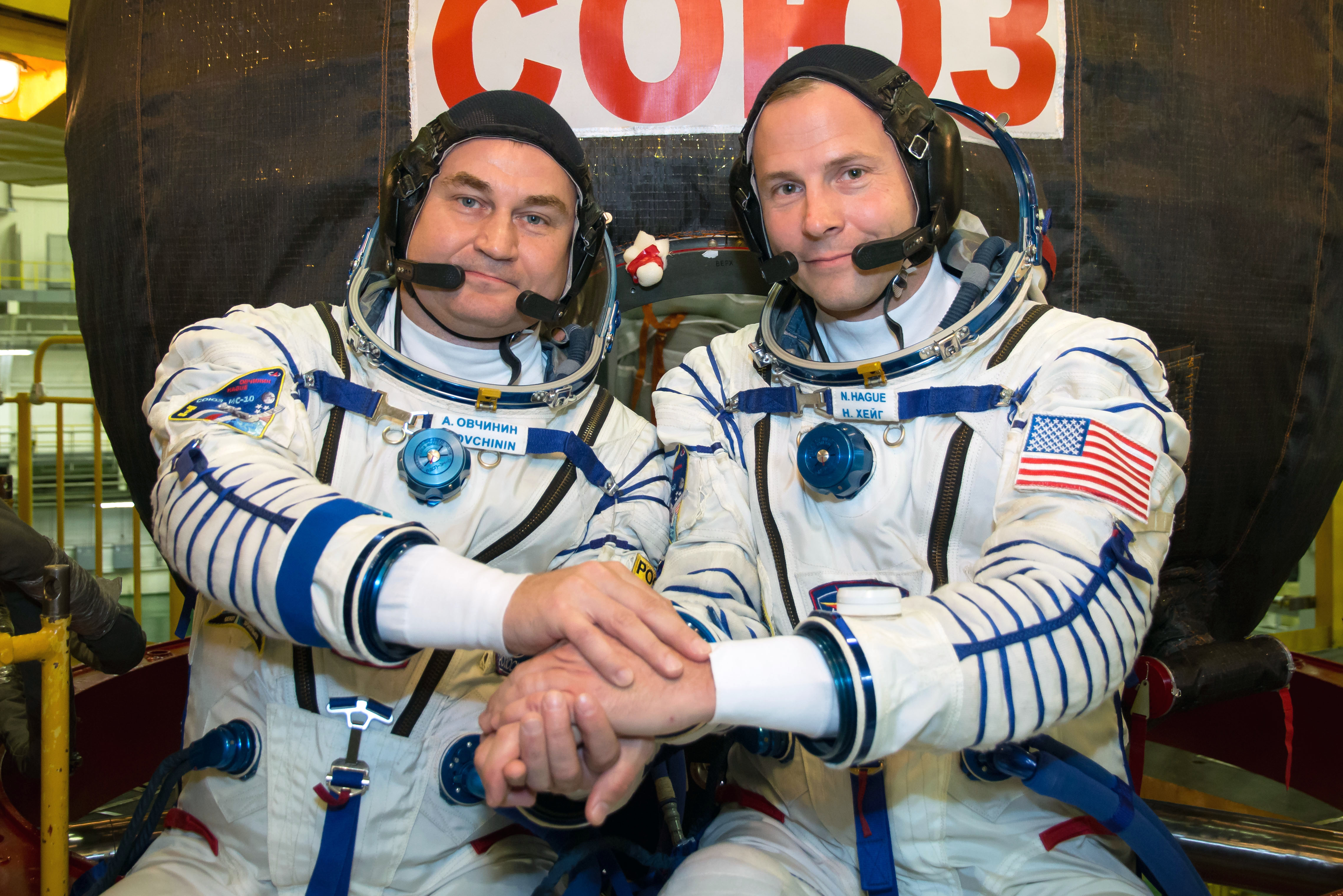
فضانوردان اصلی ام‌اس-۱۰
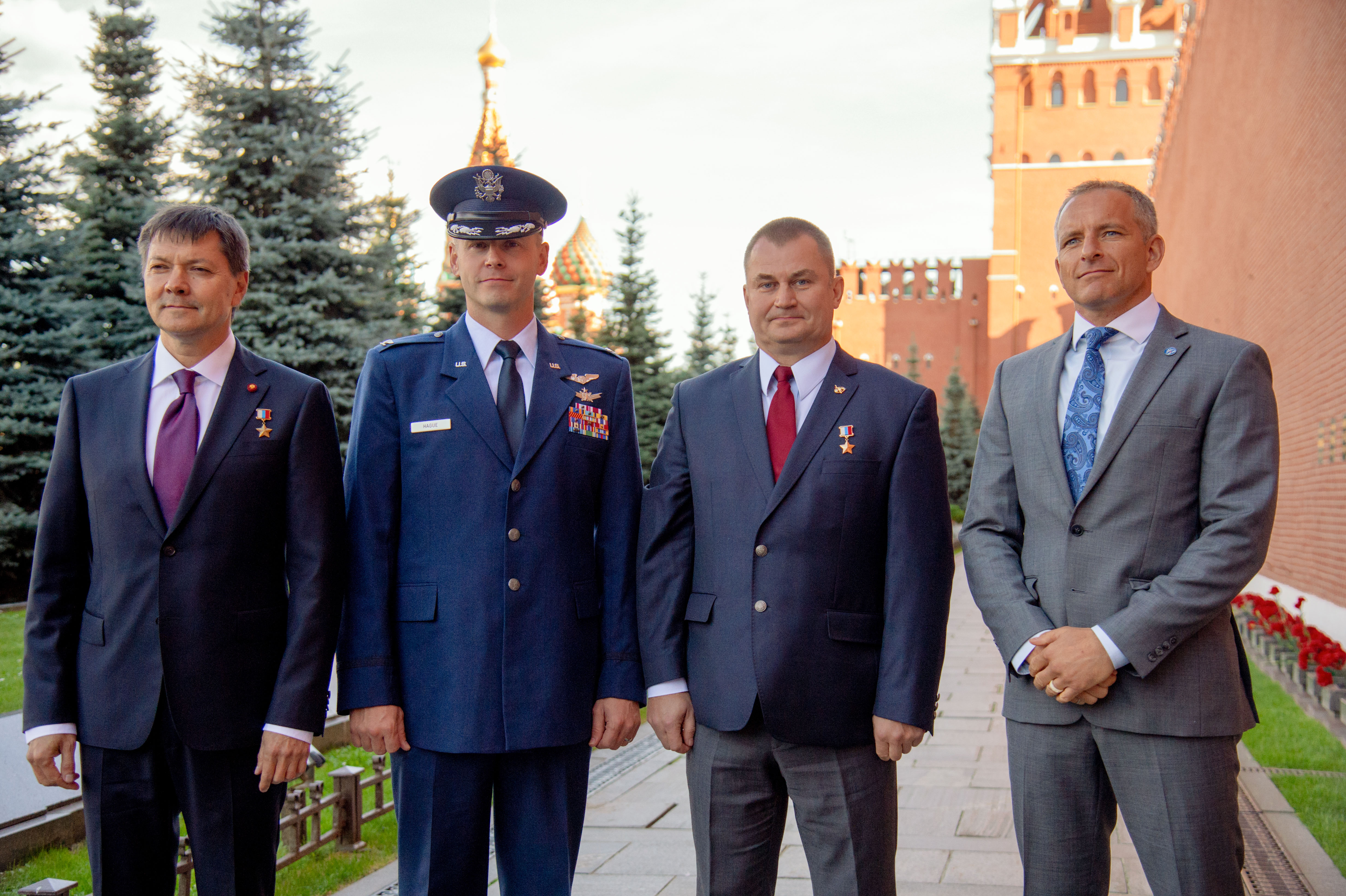
فضانوردان اصلی و پشتیبان ام‌اس-۱۰
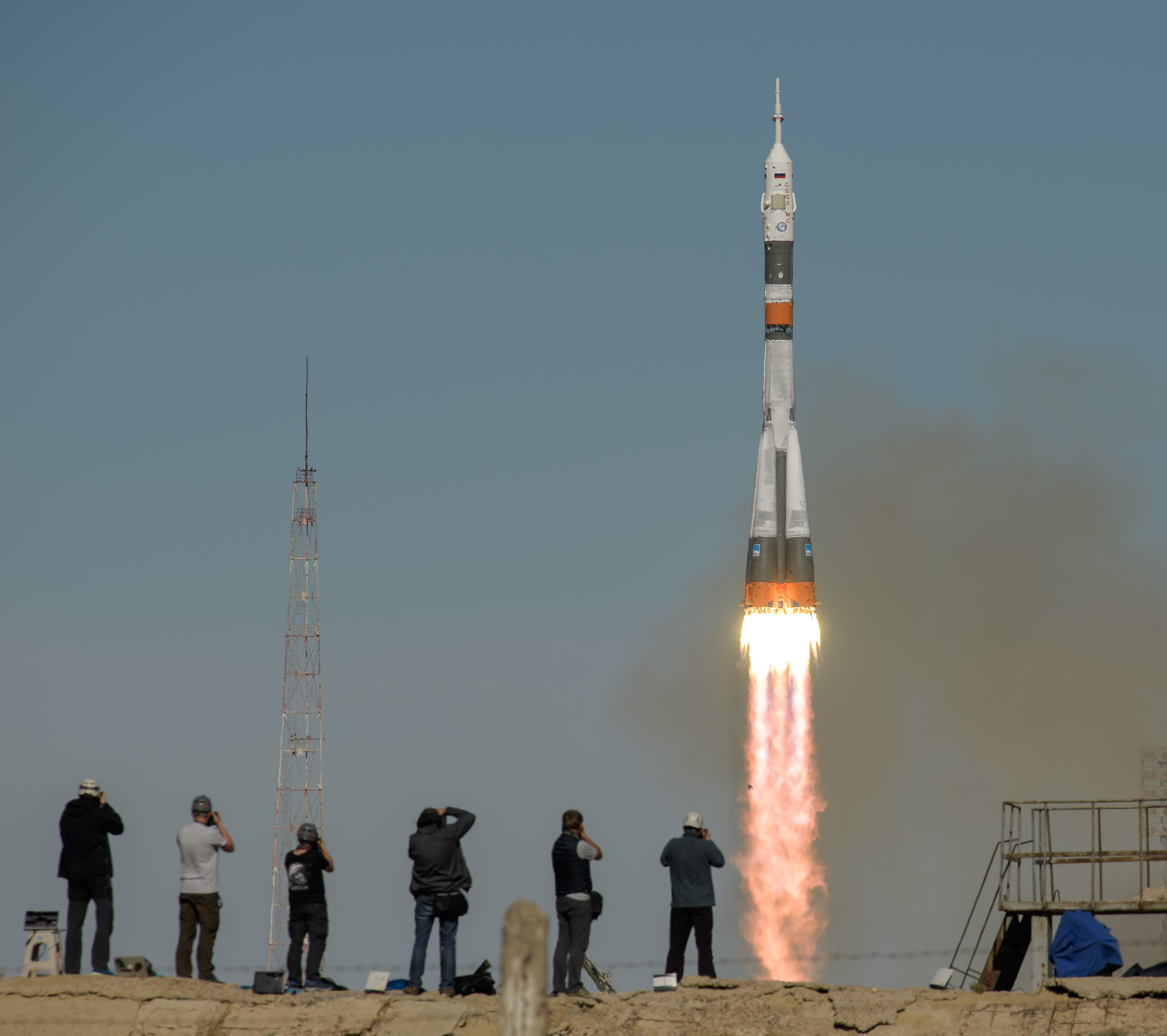
ام‌اس-۱۰ لحظاتی پس از پرتاب
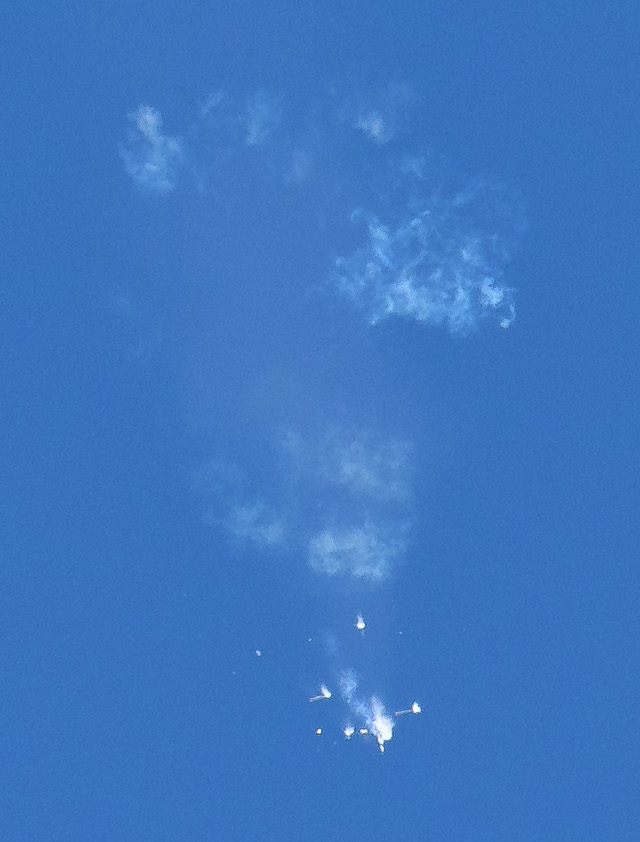
ام‌اس-۱۰ دقایقی پس از پرتاب منهدم می‌شود
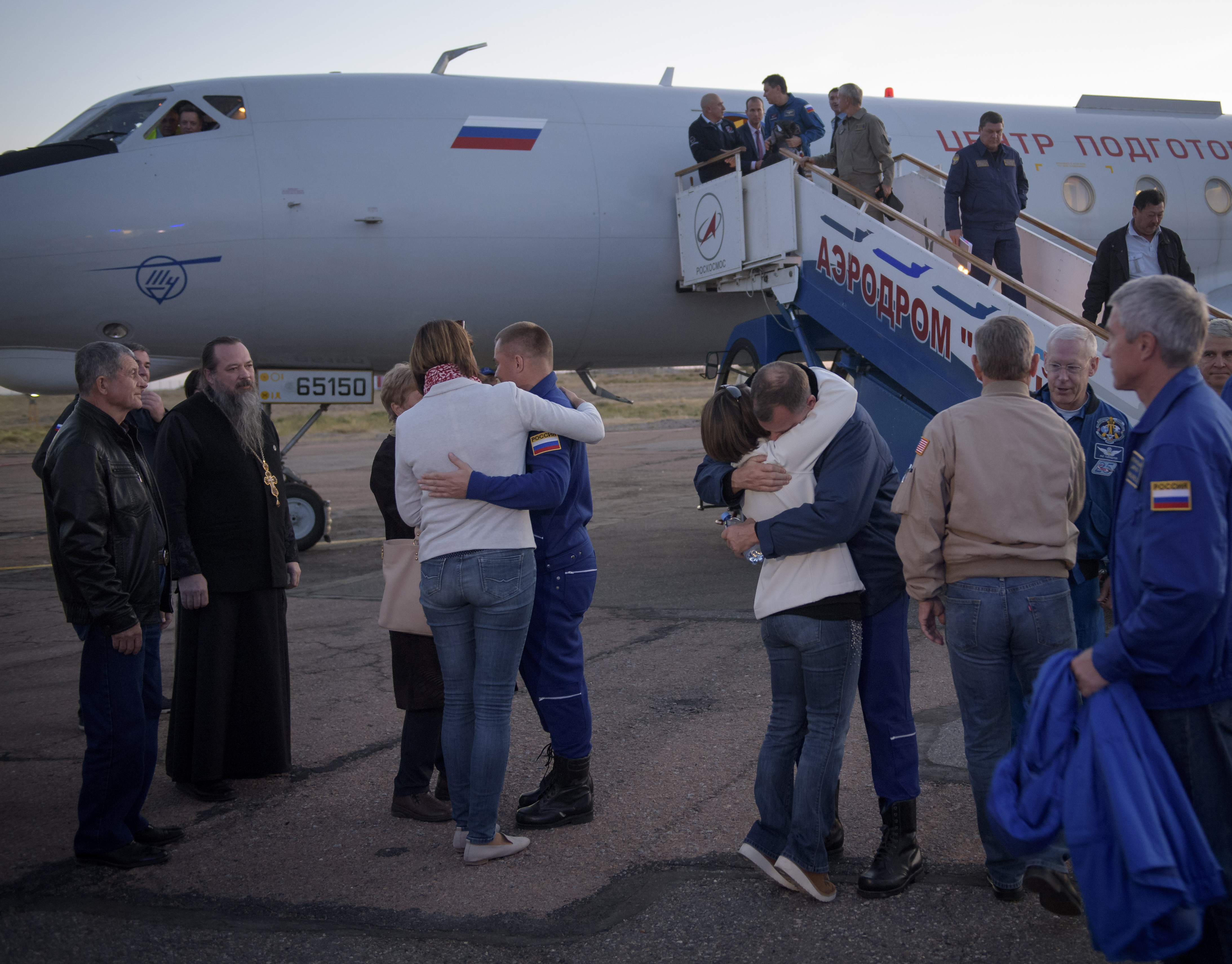
فضانوردان ام‌اس-۱۰ بعد از فرار از مرگ با خانواده‌های خود دیدار می‌کنند